# Chloris pumilio
Chloris pumilio är en gräsart som beskrevs av Robert Brown. Chloris pumilio ingår i släktet kvastgrässläktet, och familjen gräs. Inga underarter finns listade i Catalogue of Life.